# Nikola Jurišić

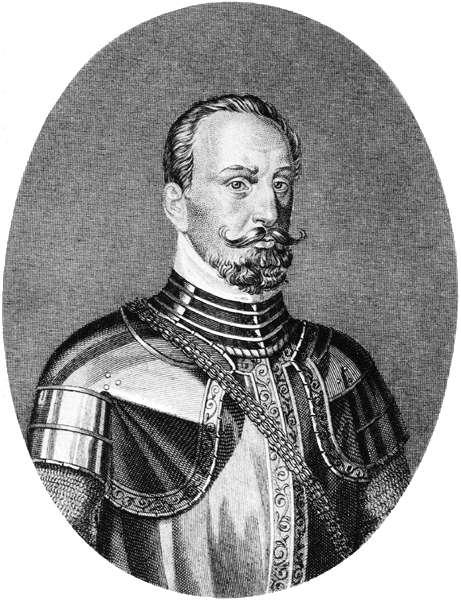
Nikola Freiherr Jurišić (1490–1545)

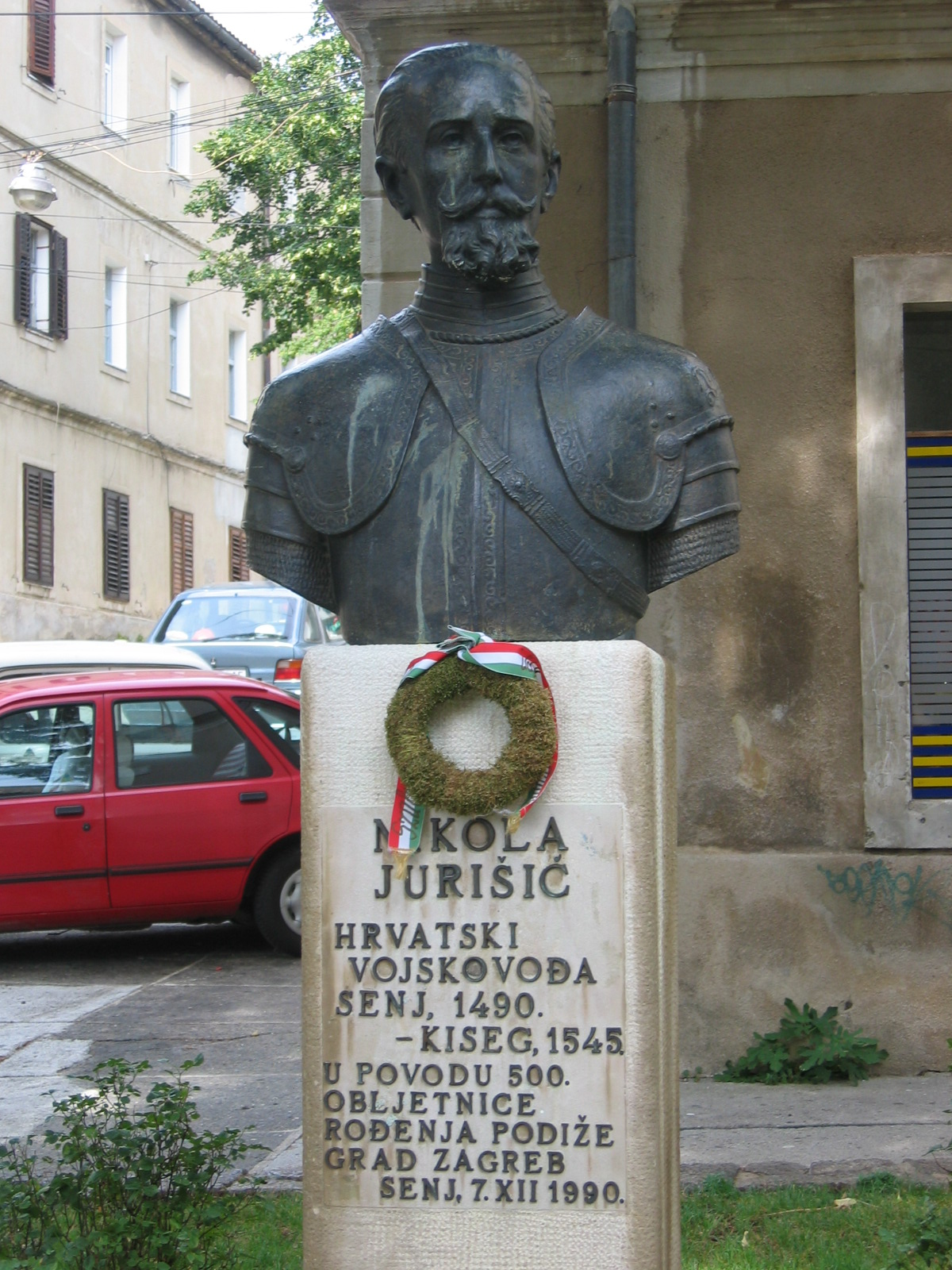
Statue von Nikola Jurišić in Senj, Kroatien

Nikola Jurišić, auch ung. Miklós Jurisics, auch deutsch Jureschitz (* 1490 in Senj; † 1545 in Kőszeg), war ein kroatischer Diplomat und Feldherr des römisch-deutschen Königs Ferdinand I. und Verteidiger der ungarischen Stadt Güns/Kőszeg.

## Diplomat und Feldherr

### Geburtsort
Nikola Freiherr Jurišić wurde in der kroatischen Küstenstadt Senj, zur heutigen Gespanschaft Lika-Senj zählend, im Jahre 1490 geboren. Seine diplomatisch-militärische Laufbahn begann durch die Ernennung des römisch-deutschen Königs Ferdinand I.

## Feldherr
Seine militärische Berühmtheit erlangte Nikola Jurišić durch die Verteidigung der ungarischen Stadt Güns/Kőszeg im Jahre 1532, die das militärische Vordringen der Osmanischen Armee von Sultan Süleyman I. Richtung Wien zunächst aufhielt. Nachdem das Osmanische Heer im Jahre 1529 im Zuge der Türkenkriege die Stadt Wien erfolglos in der Ersten Wiener Türkenbelagerung belagert hatte und die später stattgefundenen Friedensverhandlungen erfolglos geblieben waren, zog die Osmanische Armee unter ihrem Großwesir Pargalı Damat İbrahim Pascha erneut in Richtung Wien, um die Kaiserstadt zu erobern.

## Belagerung von Güns/Kőszeg
Vor der Belagerung von Kőszeg erging der Befehl an Nikola Jurišić, sich mit seiner achtundzwanzig Leicht- und zehn Schwerbewaffnete zählenden Reiterei, nach Wien zu begeben, um sich dort dem kaiserlichen Hauptheer anzuschließen. Die Belagerung von Güns/Kőszeg begann am 5. August 1532. Als Jurišić die Angst der Bevölkerung sah, die sich in die Burganlage von Güns/Kőszeg flüchtete, sandte er ein Schreiben an König Ferdinand I., in dem er seine Beweggründe zur Verteidigung erläuterte:

„Ich habe mich getraut diese kleine und schwache Stadt vor der türkischen Macht zu verteidigen, nicht weil ich mir erhoffe, dass ich sie erretten werde, sondern, dass ich eine zeitlang den Feind beschäftige und somit den christlichen Regierenden Zeit erbringe, um sich für die Verteidigung zu rüsten. Nur deswegen habe ich mich der größten tödlichen Gefahr und Not ausgesetzt.“

Das Osmanische Heer setzte in den ersten drei Tagen der Belagerung unablässig Geschützfeuer ein, um ab dem 13. August 1532 mit der Erstürmung zu beginnen. Nach dem zwölften abgewehrten osmanischen Eroberungsversuch, am 28. August 1532, wandte sich Feldherr Jurišić erneut in einem Schreiben an Ferdinand I.:

„Von unseren siebenhundert Landsmänner sind bereits die Hälfte umgekommen; von dem für 300 Forinten durch mich erworbenen Schießpulver, habe ich noch für eine Hundertschaft vorrätig. Möge die Göttliche Gnade uns behüten;
sei sie meiner Seele gnädig.“

Nach dem zwölften gescheiterten Eroberungsversuch versuchte das türkische Herr durch ihre Vermittler die Stadtbewohner zur friedlichen Übergabe von Güns/Kőszeg zu bewegen. Jurišić antwortete auf das Angebot mit Dreistigkeit und Zynismus, die Süleyman I. zur Weißglut trieben. Mit dem dreizehnten Erstürmungsversuch verlor die Stadt weitere sechzig Verteidiger, dabei wurde Nikola Jurišić verwundet. Dennoch beschloss Jurišić mit seinen verbliebenen Verteidigern einen Vorstoß aus der Burgfestung heraus. Dieser Mut erschreckte das türkische Heer derart, dass es zu fliehen begann. Jurišić schrieb Ferdinand I.:

„Mein Schießpulver ging fast zu neige; was von meinen Leuten am Leben blieb, verloren sie an Willen, ich hätte mich keine Stunde mehr verteidigen können.“

Am 30. August 1532 zog sich Süleyman I. mit seinem Heer zurück, dabei betonte er, er habe Jurišić großherzig die Stadt Güns/Kőszeg überlassen wollen.